# Nama Tamago
Pour plus de détails, voir Fiche technique et Distribution.
Nama Tamago (ナマタマゴ, "Œufs crus") est un film japonais de Tetsufumi Kubota sorti en 2002, avec en vedettes les quatre membres des Morning Musume qui n'apparaissent pas dans le film Tokkaekko tourné au même moment: Kaori Iida, Nozomi Tsuji, Mari Yaguchi et Maki Goto, incarnant quatre mineures incarcérées attendant l'heure des visites de leurs familles. C'est une production Up-Front / hachama / Tsunku Town Films.

## Fiche technique
- Titre : Nama Tamago
- Titre original : ナマタマゴ
- Réalisation : Satoshi Kubota
- Scénario : Yoshihiro Izumi
- Musique : Tsujiyo
- Photographie : Kōji Kanashima
- Montage :
- Production : Miwako Kurihara
- Société de production : Tsunku Town Films
- Pays de production :  Japon
- Genre : Drame
- Durée : 86 minutes
- Date de sortie : 
  - Japon : 4 janvier 2002

## Distribution
- Maki Gotō
- Yoshiki Hirao
- Yutaka Hiyama
- Kaori Iida
- Tōru Kazama
- Kōji Nakamoto
- Hajime Okayama
- Nozomi Tsuji
- Mari Yaguchi
- Yūta Yamazaki
- Shin Yazawa